# Anaëlle Leclercq
Anaëlle Leclercq (* 19. Juli 2003 in La Perche im Département Cher) ist eine französische Tennisspielerin.

## Karriere
Leclercq spielt überwiegend auf Turnieren der ITF Women’s World Tennis Tour, bei denen sie bislang aber noch keinen Titel gewinnen konnte.
Sie gewann unter anderem die Doppel-Titel bei acht ITF Junior Series-Turnieren, J1 Salinas, J2 Oberpullendorf, J2 Nequen, J3 Irpin, J3 Kyiv, J4 Beer Sheva und J4 Clermont-Ferrand. Sie war zweifache französische Meisterin der U12 und U13. Mit dem französischen Jugendnationalteam war sie Finalistin beim U14 Europacup in Sanremo und mit dem französischen Junioren-Fed-Cup-Team erreichte sie mit der Mannschaft den fünften Platz in Orlando, Florida.
2020 gewann sie mit Partnerin Erika Matsuda den Titel im Damendoppel der Porto Alegre Junior Championships. Bei den French Open 2020 erreichte sie im Juniorinnendoppel zusammen mit ihrer Partnerin Lucie Nguyen Tan das Achtelfinale.
2021 erreichte Leclercq zusammen mit Partnerin Tan das Finale beim W15 in Le Havre, das sie gegen Camilla Rosatello und Francisca Jorge mit 5:7 und 2:6 verloren.

## College Tennis
Leclercq spielt seit Herbst 2021 für die Damentennismannschaft der Rebels der University of Mississippi in der Southeastern Conference.

## Persönliches
Anaëlle ist die Tochter von Katty Ficher und Cyril Leclercq.